# Käringtjärnen, Lappland
Käringtjärnen är en sjö i Arvidsjaurs kommun i Lappland och ingår i Byskeälvens huvudavrinningsområde. Sjön har en area på 0,0903 kvadratkilometer och ligger 421,5 meter över havet.

## Delavrinningsområde
Käringtjärnen ingår i det delavrinningsområde (726329-166316) som SMHI kallar för Inloppet i Granträsket. Medelhöjden är 408 meter över havet och ytan är 13,46 kvadratkilometer. Det finns inga avrinningsområden uppströms utan avrinningsområdet är högsta punkten. Vattendraget som avvattnar avrinningsområdet har biflödesordning 3, vilket innebär att vattnet flödar genom totalt 3 vattendrag innan det når havet efter 138 kilometer. Avrinningsområdet består mestadels av skog (58 procent) och sankmarker (28 procent). Avrinningsområdet har 1,09 kvadratkilometer vattenytor vilket ger det en sjöprocent på 8,1 procent.